# Muszandam kormányzóság

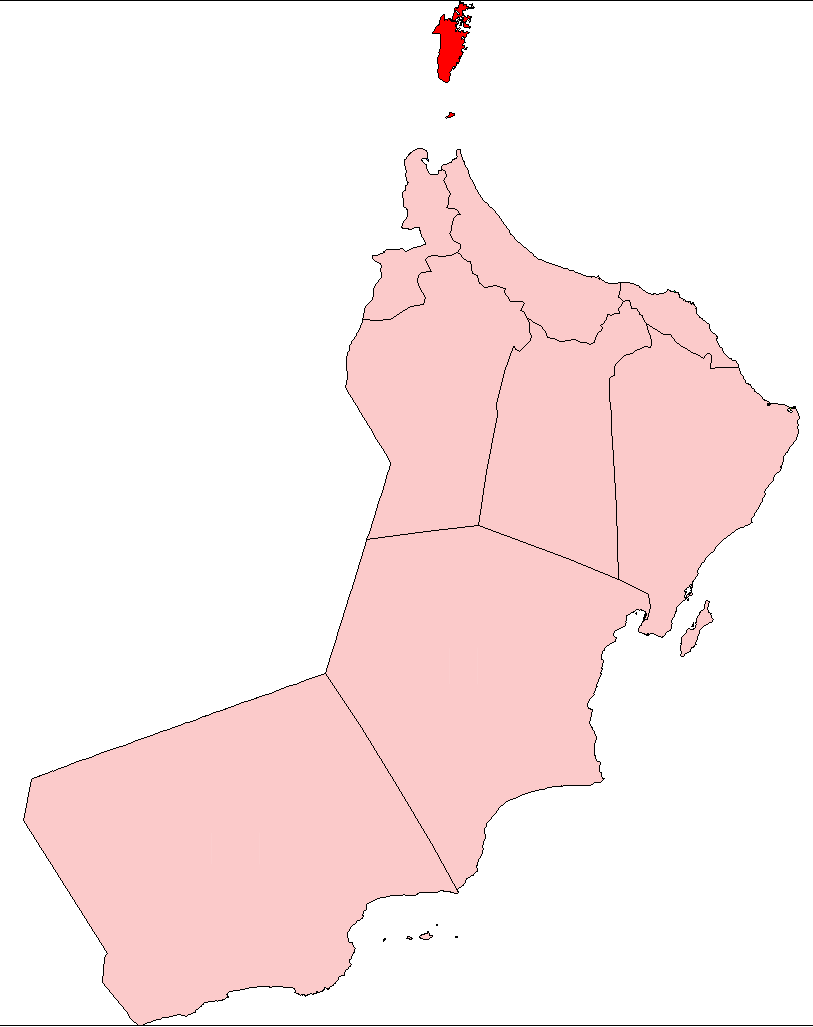
Muszandam kormányzóság elhelyezkedése Ománon belül

Muszandam kormányzóság (arabul محافظة مسقط  [Muḥāfaẓat Musandam]) az Omán kilenc tartománya közé tartozó négy kormányzóság egyike az ország északi részén, a Muszandam-félszigeten. Két exklávéből áll: a nagyobbik része a Perzsa- és az Ománi-öböl között, a Hormuzi-szoros déli partján áll, dél felől pedig az Egyesült Arab Emírségek választja el az anyaországtól. A másik a két ománi határ között, teljes egészében az Emírségeken belül található Madhá körzet, amely gyűrűként fogja közre az Emírségekhez tartozó Nahva települést. Székhelye el-Haszab városa. Területe 1 800 km², lakossága a 2010-es népszámlálás adatai szerint 31 425 fő, az összlakosság 1,1%-a.

## Közigazgatási beosztása
Muszandam kormányzóság négy körzetre (vilája) oszlik. Ezek: Buha, Dibba, Haszab, Madhá.

## Fordítás
Ez a szócikk részben vagy egészben  a   Liste der Regionen und Distrikte in Oman című német Wikipédia-szócikk ezen változatának fordításán alapul.  Az eredeti cikk szerkesztőit annak laptörténete sorolja fel. Ez a jelzés csupán a megfogalmazás eredetét és a szerzői jogokat jelzi, nem szolgál a cikkben szereplő információk forrásmegjelöléseként.